# Bohumil Augustin
Bohumil Augustin (* 28. května 1960 Tišnov) je bývalý český fotbalista, obránce.

## Fotbalová kariéra
V československé lize hrál za Zbrojovku Brno. Nastoupil ve 27 ligových utkáních. V nižších soutěžích hrál za VTJ Tábor a v Německu za Stuttgarter Kickers, FV Biberach/Riss, SpVgg 07 Ludwigsburg a Offenburger FV.

## Ligová bilance
| Ročník                                   | Zápasy | Góly | Minuty | Klub           |
| ---------------------------------------- | ------ | ---- | ------ | -------------- |
| 1. československá fotbalová liga 1978/79 | 1      | 0    | 90     | Zbrojovka Brno |
| 1. československá fotbalová liga 1981/82 | 26     | 0    | 1846   | Zbrojovka Brno |
| CELKEM                                   | 27     | 0    | 1936   |                |